# منصور باقری
منصور باقری یک تکواندوکار اهل ایران است که در المپیک تابستانی ۱۹۸۸ حضور داشته است.